# Mitostoma orobicum
Espèce
Synonymes
- Nemastoma orobicum Caporiacco, 1949

Mitostoma orobicum est une espèce d'opilions dyspnois de la famille des Nemastomatidae.

## Distribution
Cette espèce est endémique de Lombardie en Italie. Elle se rencontre dans les Alpes bergamasques sur le Monte Arera et le Monte Madonnino.

## Description
La femelle holotype mesure 2,1 mm.
Le mâle décrit par Tedeschi et Sciaky en 1997 mesure 2,0 mm et la femelle paratype 2,9 mm.

## Systématique et taxinomie
Cette espèce a été décrite sous le protonyme Nemastoma orobicum par Caporiacco en 1949. Elle est placée en synonymie avec Mitostoma chrysomelas par Martens en 1978. Elle est relevée de synonymie dans le genre Mitostoma par Chemini en 1985.

## Étymologie
Son nom d'espèce lui a été donné en référence au lieu de sa découverte, les Alpes orobiques.

## Publication originale
- Caporiacco, 1949 : « Un nuovo opilione e qualche altro Arachnide delle Alpi Orobie. » Atti del Museo Civico di Storia Naturale di Trieste, vol. 17, p. 120–121.